# Wieża widokowa w Pruchniku
Wieża widokowa w Pruchniku – turystyczna wieża widokowa, ponownie otwarta w 2024, położona w północno-wschodniej części Pogórza Dynowskiego, na grzbiecie wzgórza Iwo (401 m).

## Opis
Wieża znajduje się na terenie miejscowości Pruchnik. Ze względu na pilną potrzebę modernizacji stara wieża po 10 latach funkcjonowania została zdemontowana i w tym samym miejscu wybudowano nową.

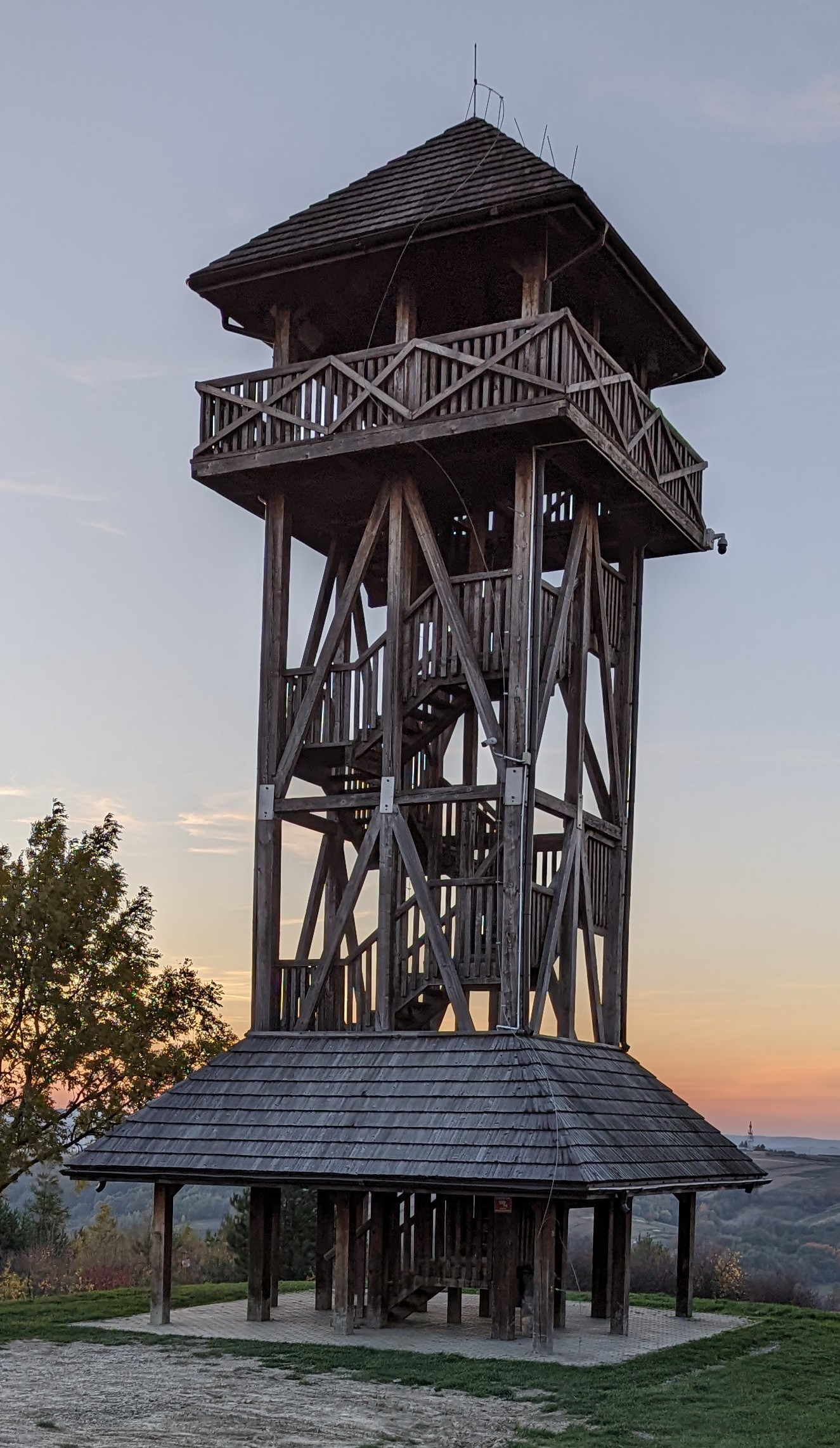
Stara wieża

Nowa konstrukcja wieży została wykonana ze stali, drewna oraz szkła. Jej wysokość wynosi 29 m (poprzednia wieża 18 m). Posiada dwa tarasy widokowe zlokalizowane na poziomie 13 m i 24 m. Dodatkowo cały obiekt jest w nocy podświetlany. Z wieży roztacza się widok obejmujący Podgórze Rzeszowskie, Pogórze Dynowskie i Pogórze Przemyskie. Do wieży prowadzi szlak edukacyjny z Rynku w Pruchniku.